# ほしまる
ほしまる はアダルトゲームのシナリオライター。

## 主な参加作品

### PCゲーム

#### キャラメルBOX
- BLUE （キャラメルBOX 以下同）
- シャマナシャマナ 〜月とこころと太陽の魔法〜
- キャラメルBOX やるきばこ
- あえかなる世界の終わりに
- うつりぎ七恋天気あめ
- やるきばこ2 エピソードV:～やるきねこの逆襲 ～
- ボクの手の中の楽園
- 処女はお姉さまに恋してる ～3つのきら星～

#### その他のブランド
- 蜜柑 （C’s ware）
- 天使の羽根を踏まないでっ （補佐、MEPHISTO）